# 大广场 (斯德哥尔摩)
大广场（瑞典語：Stortorget）是一座位於瑞典斯德哥尔摩老城中心的城市廣場。这是斯德哥尔摩最古老的广场，中世纪老城环绕它逐渐形成。
如今，廣場每年都有數以萬計的遊客光顧該廣場，偶爾也會舉行示威和表演。並以提供傳統手工艺品和食品的年度圣诞市场而聞名。

## 道路
从大广场向各个方向发散出古老的街道：危楼斜坡（Kåkbrinken）向西通往西长街（Västerlånggatan）；鞋匠街（Skomakargatan）和黑人街（Svartmangatan）向南通往德国斜坡（Tyska Brinken）和耳框街（Kindstugatan），经过过去的黑衣修士修道院到南门。商人街（Köpmangatan）与其北侧平行的花园街（Trädgårdsgatan），都向东通往商人广场（Köpmantorget）、商人斜坡（Köpmanbrinken）和东长街（Österlånggatan），曾是唯一穿过东城墙到达渔业广场（Fisketorget）的街道。此外，许多小巷连接附近的街块：在北侧，窄巷（Trångsund）和地窖巷（Källargränd）分别从证券交易所大楼的两侧通往大教堂斜坡（Storkyrkobrinken）和王宫斜坡（Slottsbacken）；在西侧，三条小巷 —太阳巷（Solgränd）、锚巷（Ankargränd）和Spektens gränd — 通往牧师街（Prästgatan）。

## 外部連結
- Bakery of the Stockholm's City Mission （瑞典語）
- Conference and reception rooms of the Stockholm´s City Mission （瑞典語）
- Stortorgskällaren—official site
- visit-stockholm.com—Panorama of Stortorget (QTVR)
- Mäster Olofsgården （页面存档备份，存于） （瑞典語）